# Lari Pittman
Lari Pittman (* 1952 in Glendale, Kalifornien) ist ein US-amerikanischer Maler. Er lebt und arbeitet in Los Angeles und San Miguel de Allende, Mexiko.

## Leben
Lari Pittman besuchte von 1970 bis 1973 die University of California, Los Angeles und schloss 1976 das California Institute of the Arts, Valencia mit einem MFA ab. Seit 1993 bis heute ist Pittman Professor für Bildende Kunst an der University of California, Los Angeles.

## Werk
Lari Pittmans künstlerische Ausbildung fiel in die 1970er Jahre, als konzeptuelle Kunst eine Vorreiterposition einnahm. Wohingegen seine frühen Arbeiten daher bewusst versuchen, eine Vorstellung von „reiner Malerei“ durch Collage und Assemblage zu stören, verschwinden diese Techniken Mitte der 1980er Jahre – das Collagenhafte jedoch bleibt erhalten.
Pittmans Bilder haben mehrere Schichten und Sinnebenen, sie bergen ein eigenes Netz von Symbolen. Jedes Gemälde ist so eine komplexe Konstruktion von Zeichen, ein Raum für sich. Die Werke gestalten sich als vielschichtig und verschachtelt. In ihrer narrativen Gestaltungsweise entwerfen sie eigene Systeme und Ordnungen. Pittman bringt Linien, abstrakte Formen sowie stilisierte gegenständliche Objekte in vielschichtigen, palimpsestartigen Gemäldeaufbauten zusammen. Das Ergebnis präsentiert sich fast wie eine archäologische Fundstätte, in der dem Betrachter die Aufgabe zukommt, über Jahrhunderte Verborgenes Schicht für Schicht ans Licht zu bringen.
Auch die lateinamerikanischen Wurzeln des Künstlers spielen bei der Bildfindung eine Rolle. Pittman lässt folkloristische Elemente aus Flora und Fauna, mythologische Gestalten, Fetischobjekte und Alltagsgegenstände Lateinamerikas in seine Kompositionen einfließen.

## Ausstellungen
Lari Pittman hatte Einzelausstellungen in folgenden international renommierten Institutionen: Villa Arson, Nizza; Institute of Contemporary Arts, London; Centre d’Art Contemporain, Genf; Los Angeles County Museum of Art; Contemporary Arts Museum Houston; Corcoran Gallery of Art, Washington, D.C. Pittmans Werke sind weltweit auf unzähligen Gruppenausstellungen gezeigt worden und er hatte zahlreiche Ausstellungen in Galerien weltweit.
Pittman wurde der J. Paul Getty Trust Fund for the Visual Arts Fellowship Grant in Painting verliehen ebenso wie der NEA Fellowship Grants in Painting und die Skowhegan Medal for Painting.

## Werke in öffentlichen Sammlungen
- Akron Museum of Art, Akron
- Eli Broad Family Foundation, Los Angeles
- Carnegie Institute of Art, Pittsburgh
- Corcoran Gallery of Art, Washington
- Chapman University, Orange
- Fondazione Sandretto Re Rebaudengo, Torino
- Sammlung Goetz, München
- Los Angeles County Museum of Art, Los Angeles
- Museum of Contemporary Art, Chicago
- Museum of Contemporary Art, Los Angeles
- Museum of Contemporary Art, Monterrey
- Museum of Modern Art, New York
- Newport Harbor Art Museum, Newport Beach
- Peter Norton Family Foundation, Santa Monica
- Phoenix Museum of Art, Phoenix
- San Francisco Museum of Modern Art, San Francisco
- Sheldon Memorial Art Gallery, Lincoln
- Stedelijk Museum, Amsterdam
- Weatherspoon Art Gallery, The University of North Carolina
- Whitney Museum of American Art, New York